# Eclipse de luna
Eclipse de luna é o álbum de estreia da cantora e atriz mexicana Maite Perroni, lançado em 23 de agosto de 2013 pela Warner Music. No Brasil foi lançado contendo exclusivamente a participação do cantor brasileiro Thiaguinho. Em 15 de julho de 2014 foi relançado em uma edição deluxe contendo faixas inéditas, uma delas com a participação do cantor espanhol Álex Ubago. A edição padrão do disco foi inteiramente produzida por Koko Stambuk, cantor chileno que foi creditado como participação vocal em uma das faixas. Tratando principalmente de temas como o amor e o desamor, o projeto é em sua maioria influenciado por pop latino e bachata, além de apresentar outros ritmos, como dance-pop e vallenato.
O álbum foi completamente gravado em 2013 na cidade de Nova Iorque, para onde Perroni se mudou em fevereiro do mesmo ano, a fim de investir em sua carreira musical. Antes disso, a artista se havia concentrado na atuação principalmente de telenovelas em seu país natal, ainda que gravasse canções para as trilhas sonoras dessas produções. Após o seu lançamento, Eclipse de luna recebeu comentários desfavoráveis da mídia, que criticou a voz da intérprete e apontou falta de inovação musical no projeto. Por outro lado, obteve êxito comercial ao alcançar a terceira posição na parada da Associação Mexicana de Produtores de Fonogramas e Videogramas (AMPROFON), enquanto conquistou os números 2 e 9 respectivamente na Latin Pop Albums e na Top Latin Albums, ambas da Billboard.
"Tú y yo", que se converteu em um sucesso nos mercados latinos, e a faixa-título foram os dois primeiros dos quatro singles que promoveram Eclipse de luna. Para divulgar também a edição deluxe foram lançados "Vas a querer volver", que repetiu o sucesso do primeiro, e "Todo lo que soy", dueto com Ubago. Além disso, foram lançados como singles promocionais a regravação de "Inexplicable" (com Thiaguinho) e "Como se Explica o Amor". O álbum teve ainda como apoio participações de Perroni em coletivas de imprensa, bem como a Eclipse de Luna Tour (2014–2015). Por meio de votação popular, a AMPROFON elegeu Eclipse de luna um dos melhores álbuns de 2013.

## Antecedentes e desenvolvimento
Após o fim das atividades do grupo musical RBD em 2008, Maite Perroni se concentrou em atuar, principalmente em telenovelas. Antes mesmo da separação do RBD, ela aceitou protagonizar a telenovela Cuidado con el ángel (2008–2009), produzida pela Televisa, o que lhe ocupou o tempo com as filmagens, não lhe permitindo participar de alguns concertos da turnê de despedida do grupo. Perroni, no entanto, não abandonou por completo sua carreira musical, já que gravou canções para a trilha sonora de Cuidado con el ángel e fez o mesmo ao protagonizar as telenovelas Mi pecado (2009), Triunfo del amor (2010–2011) e Cachito de cielo (2012). Além disso, a artista realizou uma turnê pelo Brasil em agosto de 2010. "A partir de hoy", dueto gravado por Perroni com o cantor italiano Marco Di Mauro para Triunfo del amor, converteu-se em um grande êxito no México, enquanto o tema de Cachito de cielo "Te daré mi corazón" foi lançado como um single promocional em agosto de 2012 pela Warner Music, marcando o primeiro lançamento da artista com a gravadora, com a qual assinou ainda naquele ano. O lançamento de "Te daré mi corazón" gerou rumores acerca de um vindouro álbum de Perroni. Em novembro ela declarou que, após quatro anos de dedidação à atuação, voltaria a se focar na música no ano seguinte e que isso a definiria em uma nova etapa artística.
No início de 2013 surgiram rumores de que Perroni protagonizaria a telenovela La tempestad (2013), da Televisa, o que foi negado pela artista, que desejava apenas se dedicar ao seu projeto musical. A fim de estudar música e preparar o seu álbum de estreia solo, Perroni se mudou em fevereiro do mesmo ano para a cidade de Nova Iorque. Também anunciou o cantor chileno Koko Stambuk como o produtor do disco. Em entrevista à revista People en Español em abril, a cantora disse: "Não é um disco pretencioso, não venho dizer que trago sons nunca antes ouvidos. Simplesmente quero que se sinta, que se mova o corpo e a alma. Estou gravando há duas semanas e faltam quatro faixas para terminar o álbum." O processo de seleção das faixas do projeto, entretanto, começou ainda em novembro do ano passado, a cargo de Stambuk e Perroni. O álbum foi completamente gravado de março a maio de 2013 em estúdios de Nova Iorque — nomeadamente Quad Studios, Premier Studio e Volantstudio —, masterizado em Baker Mastering, em Los Angeles, Califórnia, e mixado em Hand on Sound Inc Studios, em Miami, Flórida.

## Lançamento e divulgação
Em 17 de junho de 2013, por meio de videochamada feita por Perroni via Google Hangouts (então parte do Google+), "Tú y yo" foi anunciado como o primeiro single do álbum, sendo digitalmente lançado no mesmo dia. "Tú y yo" foi um sucesso nos mercados latinos, permanecendo no primeiro lugar na Costa Rica por sete semanas consecutivas. Ademais, alcançou a nona posição na Billboard Mexico Airplay e a quarta na Billboard Mexico Espanol Airplay, enquanto nos Estados Unidos teve pico com o número 25 na Billboard Latin Digital Songs e com o 21 na Billboard Latin Pop Airplay. Em julho a cantora revelou Eclipse de luna como o título do projeto, e no começo de agosto o álbum foi disponibilizado para pré-venda no iTunes, revelando assim o seu alinhamento e a imagem da capa, que exibe Perroni encostada na parede e "parecendo muito sensual", segundo o The Latin Times. Sobre o título do projeto, Perroni declarou: "A lua é um símbolo muito importante para mim, gosto muito dela. Adoro que o disco possa se chamar assim porque é uma fusão de muitas coisas e é um eclipse no fim das contas. É uma nova etapa na minha vida com foco na minha música."
Eclipse de luna foi lançado digitalmente em 23 de agosto de 2013, sem o anunciado dueto com o cantor venezuelano Carlos Baute na faixa-título mas incluindo "Los cancrejos", faixa exclusiva para o iTunes. No dia seguinte a cantora compareceu ao Plaza Universidad, um centro comercial da Cidade do México, onde forneceu autográfos para fãs em um evento promovido pela rádio local EXA FM. O álbum foi lançado no formato físico de CD a partir de 27 do mesmo mês no México, Colômbia e América Central, enquanto nos Estados Unidos apenas em 3 de setembro seguinte. Na data de lançamento mexicana Perroni participou inclusive de uma coletiva de imprensa na Cidade do México. A faixa-título do projeto foi lançada como o seu segundo single em 17 de setembro. Comercialmente, teve desempenho inferior a "Tú y yo", alcançando as posições de número 27 na Billboard Mexico Airplay e 12 na Billboard Mexico Espanol Airplay. Em 29 de outubro foi digitalmente lançado "Inexplicable", dueto entre Perroni e o cantor brasileiro Thiaguinho, como single promocional da edição brasileira do álbum, lançada sem a anunciada participação do cantor brasileiro Luan Santana. A fim de divulgar o lançamento em território brasileiro, a cantora participou em 19 de novembro de uma coletiva de imprensa no Hotel Hilton, na cidade de São Paulo. Em 17 de dezembro ela realizou um miniconcerto no centro comercial Plaza Lindavista, na Cidade do México.
Em abril de 2014 Perroni divulgou que o álbum seria relançado ainda naquele ano. "Vas a querer volver", primeiro single a promover a reedição e terceiro do álbum em geral, foi lançado digitalmente em 27 de maio seguinte. O single repetiu o sucesso do primeiro, alcançando os números 13 e 6 respectivamente na Billboard Mexico Airplay e Billboard Mexico Espanol Airplay, bem como o número 19 na Billboard Latin Pop Airplay dos Estados Unidos. A edição deluxe do álbum foi lançada no México em 15 de julho seguinte, com CD contendo o alinhamento original e faixas inéditas e DVD incluindo alguns videoclipes e outros materiais audiovisuais. Para promover a edição deluxe brasileira, no mesmo dia foi lançado digitalmente o single promocional "Como se Explica o Amor", regravação em português da faixa "Eclipse de luna". "Todo lo que soy", dueto de Perroni com o cantor espanhol Álex Ubago, foi lançado como o quarto e último single do projeto em 20 de outubro do mesmo ano, data em que foi enviado às rádios mexicanas. O seu desempenho comercial foi menos notável, listando-se apenas no número 24 na Billboard Mexico Airplay e no 8 na Billboard Mexico Espanol Airplay. Além disso, a artista embarcou em sua primeira turnê mundial, a Eclipse de Luna Tour, de agosto de 2014 a outubro de 2015, finalizando assim a divulgação do álbum.

## Composição
Eclipse de luna é um álbum majoritariamente de pop latino, segundo a própria intérprete, que o descreveu como "[um] disco cheio de muitas fusões de ritmos latinos". Perroni também disse que os temas do álbum são principalmente o amor e o desamor, possuindo desde faixas dançantes até baladas. Sonoramente o álbum contrasta com a musicalidade teen pop do grupo RBD, o que para Perroni foi resultado de uma mudança orgânica, com ela declarando: "Aos 19 ou 20 anos eu ficava feliz em fazer turnês por todos os lugares com o RBD cantando canções para adolescentes, canções de amor que faziam todos nós pularmos, cantarmos e dançarmos. Depois comecei a definir minha parte autoral, minha parte interna, e agora chego novamente de um lugar de acordo com a minha idade". Outros estilos muito presentes no projeto são o vallenato e a bachata, sendo a última um gênero que Perroni costumava ouvir muito durante o período de produção de Eclipse de luna.
A edição padrão do álbum abre com "Como yo", uma canção de pop latino, para então seguir para a bachata "Tú y yo", que liricamente trata da despedida de uma mulher para seu ex-parceiro, indicando que ela não deseja reatar o relacionamento dos dois. Com sonoridade reminiscente à música cubana, "Me va" é sobre "uma mulher que se sente completa e não precisa de nada nem ninguém para ser feliz". A balada romântica "Inexplicable" trata de quando a pessoa amada aparece inesperadamente. Com trechos em inglês, a bachata "Y lloro" é sobre um parceiro que decepciona sua amada por não lhe corresponder na mesma medida. "Agua bendita" é uma canção que revela o desespero de uma mulher ao tentar conquistar alguém que não a nota, além de mencionar Santo Antônio, enquanto a sua sucessora, "Llueve, llueve", trata da felicidade provinda da paixão. Por sua vez, a faixa-título "Eclipse de luna" é uma bachata que expressa a idealização em torno da pessoa amada. Segue-se então "Melancolía (Saudade)", uma canção sobre a dor em "seguir em frente" após um término amoroso, enquanto em "¿Qué te hace falta?" a interpréte canta acerca de se entregar completamente em um relacionamento que não progride tal como ela deseja. A penúltima canção, "Sueño contigo", idealiza sonhar com a existência de um amor. Uma canção dance-pop sobre um relacionamento instável, "Ojos divinos" encerra o disco infundida por sons eletrônicos e efeitos na voz da cantora.

## Repercussão
Eclipse de luna recebeu comentários desfavoráveis da imprensa. Em resenha para a versão mexicana do portal Terra, Miriam Rojas sentiu o som do álbum como ambíguo devido à presença de vários gêneros, o que lhe pareceu uma tentativa de Perroni de ser bem sucedida em algum deles. Rojas concluiu classificando o projeto como regular. O periódico mexicano El Informador disse que "o álbum carece de inovação e sua voz [de Perroni] soa fraca, sem potência, assim parece que como atriz ela é melhor do que como intérprete".
Em contrapartida, Eclipse de luna foi exitoso no campo comercial, estreando três dias após o seu lançamento na terceira posição na parada de vendas da Associação Mexicana de Produtores de Fonogramas e Videogramas (AMPROFON), que o escolheu como um dos melhores álbuns de 2013 por meio de votação popular. Além do país natal da artista, o disco conseguiu se desempenhar em paradas da Billboard dos Estados Unidos, onde estreou na vice-liderança da Latin Pop Albums (atrás apenas de Confidencias, de Alejandro Fernández), enquanto na Top Latin Albums alcançou o número 9 como melhor posição. Além disso, Eclipse de luna foi indicado como Álbum do Ano na edição de 2013 dos Premios People en Español, mas perdeu para Confidencias, de Fernández.

## Lista de faixas
| Eclipse de luna – Edição padrão |                                               |                                                  |         |  |
| N.º                             | Título                                        | Compositor(es)                                   | Duração |  |
| 1.                              | "Como yo"                                     | Carlos Lara Ximena Muñoz                         | 3:24    |  |
| 2.                              | "Tú y yo"                                     | Koko Stambuk Christopher Manhey Maite Perroni    | 3:49    |  |
| 3.                              | "Me va"                                       | Manuel Ramos Quintana Alejandro Montalban        | 3:19    |  |
| 4.                              | "Inexplicable"                                | Ángela Dávalos Gustavo Cuauhtemoc                | 3:11    |  |
| 5.                              | "Y lloro"                                     | Michael Figueroa Juan Ríos Many Cruz Ruben Mundo | 3:43    |  |
| 6.                              | "Agua bendita"                                | Lara Muñoz                                       | 3:11    |  |
| 7.                              | "Llueve, llueve"                              | Dávalos Sandra Echeverría Fernando Laura         | 3:17    |  |
| 8.                              | "Eclipse de luna"                             | Perroni Stambuk Manhey                           | 3:33    |  |
| 9.                              | "Melancolía (Saudade)"                        | Perroni Stambuk                                  | 3:20    |  |
| 10.                             | "¿Qué te hace falta?"                         | Stambuk Gabriel Flores                           | 3:36    |  |
| 11.                             | "Sueño contigo"                               | Coti Sorokin Claudia Brant                       | 4:00    |  |
| 12.                             | "Ojos divinos" (participação de Koko Stambuk) | Lara Muñoz                                       | 3:50    |  |

| Eclipse de luna – Edição brasileira (faixa bônus) |                                             |                                   |         |  |
| N.º                                               | Título                                      | Compositor(es)                    | Duração |  |
| 13.                                               | "Inexplicable" (participação de Thiaguinho) | Dávalos Cuauhtemoc Thiago Barbosa | 3:10    |  |

| Eclipse de luna – Edição para iTunes (faixa bônus) |                 |                 |         |  |
| N.º                                                | Título          | Compositor(es)  | Duração |  |
| 13.                                                | "Los cangrejos" | Perroni Stambuk | 3:24    |  |

### Ediçãodeluxe
| Eclipse de luna – Edição deluxe mexicana e internacional (CD) |                                                      |                                  |         |  |
| N.º                                                           | Título                                               | Compositor(es)                   | Duração |  |
| 1.                                                            | "Vas a querer volver"                                | Eduardo Murguia Mauricio Arriaga | 3:54    |  |
| 2.                                                            | "Tú y yo"                                            | Stambuk Manhey Perroni           | 3:49    |  |
| 3.                                                            | "Eclipse de luna"                                    | Perroni Stambuk Manhey           | 3:33    |  |
| 4.                                                            | "Todo lo que soy" (com a participação de Álex Ubago) | Murguia Arriaga                  | 3:49    |  |
| 5.                                                            | "Inexplicable"                                       | Dávalos Cuauhtemoc               | 3:11    |  |
| 6.                                                            | "Como yo"                                            | Lara Muñoz                       | 3:24    |  |
| 7.                                                            | "Me va"                                              | Quintana Montalban               | 3:19    |  |
| 8.                                                            | "Y lloro"                                            | Figueroa Ríos Cruz Mundo         | 3:43    |  |
| 9.                                                            | "Agua bendita"                                       | Lara Muñoz                       | 3:11    |  |
| 10.                                                           | "Llueve, llueve"                                     | Dávalos Echeverría Laura         | 3:17    |  |
| 11.                                                           | "Melancolía (Saudade)"                               | Perroni Stambuk                  | 3:20    |  |
| 12.                                                           | "¿Qué te hace falta?"                                | Stambuk Flores                   | 3:36    |  |
| 13.                                                           | "Sueño contigo"                                      | Sorokin Brant                    | 4:00    |  |
| 14.                                                           | "Ojos divinos" (participação de Koko Stambuk)        | Lara Muñoz                       | 3:50    |  |
| 15.                                                           | "Los cangrejos"                                      | Perroni Stambuk                  | 3:24    |  |
| 16.                                                           | "Loca de amor"                                       | Aarón Martínez                   | 2:47    |  |
| 17.                                                           | "Inexplicable" (participação de Thiaguinho)          | Dávalos Cuauhtemoc Barbosa       | 3:10    |  |

| Eclipse de luna – Edição deluxe mexicana e internacional (DVD) |                                              |         |  |
| N.º                                                            | Título                                       | Duração |  |
| 1.                                                             | "Tú y yo" (videoclipe)                       | 4:04    |  |
| 2.                                                             | "Eclipse de luna" (videoclipe)               | 3:41    |  |
| 3.                                                             | "Eclipse de luna" (bastidores do videoclipe) | 3:43    |  |
| 4.                                                             | "Eclipse de luna" (videoclipe versão baile)  | 3:31    |  |

| Eclipse de luna – Edição deluxe brasileira (faixa bônus) |                          |         |  |
| N.º                                                      | Título                   | Duração |  |
| 18.                                                      | "Como se Explica o Amor" | 3:32    |  |

| Eclipse de luna – Edição especial |                                                |         |  |
| N.º                               | Título                                         | Duração |  |
| 1.                                | "Vas a querer volver"                          | 3:54    |  |
| 2.                                | "Tú y yo"                                      | 3:49    |  |
| 3.                                | "Inexplicable" (participação de Thiaguinho)    | 3:10    |  |
| 4.                                | "Eclipse de luna"                              | 3:33    |  |
| 5.                                | "Todo lo que soy" (participação de Álex Ubago) | 3:49    |  |
| 6.                                | "Y lloro"                                      | 3:43    |  |
| 7.                                | "Los cangrejos"                                | 3:24    |  |
| 8.                                | "¿Qué te hace falta?"                          | 3:36    |  |
| 9.                                | "Ojos divinos" (participação de Koko Stambuk)  | 3:50    |  |
| 10.                               | "Loca de amor"                                 | 2:47    |  |

## Créditos
Créditos adaptados do encarte do álbum Eclipse de luna.
| - Koko Stambuk – produção musical, engenharia de gravação, guitarras adicionais, vocais de apoio, guitarra acústica, guitarra elétrica, steel - Christopher Manhey – guitarra acústica, guitarra elétrica, steel - Tyquan Gholso – engenharia de gravação - Tom Baker – masterização - Javier Garza – mixagem - Pablo "Tonton" Goh – engenharia de gravação - Angelo Vasquez – engenharia de gravação - Kyrill Bozhko – assistência da engenharia de gravação - Luis Lubo – assistência da engenharia de gravação - Alejandro Abaroa – vocais de apoio - Fernando Otero – piano, arranjo de cordas | - Lee Levine – bateria - Richard Bravo – percussão - Guilhermo Vadala – baixo - Ra Diaz – baixo - Rafa Payan – guitarra acústica, guitarra elétrica, steel - Nick Danielson – cordas - Adam Fisher – cordas - Sammy Merdirian – cordas - Lev "Ljova" Zhurbin – cordas - Gige Vidal – teclados, pianos, arranjos de cordas - Lucious Page – teclados adicionais - Loreto Bisbal – arranjos vocais, vocais de apoio |  |

## Paradas musicais
| Parada musical (2013)                       | Melhor posição |
| ------------------------------------------- | -------------- |
| Estados Unidos (Billboard Latin Pop Albums) | 2              |
| Estados Unidos (Billboard Top Latin Albums) | 9              |
| México (AMPROFON)                           | 3              |